# Будухи
Буду́хи, также буду́гцы или буду́хцы (самоназвание — будад) — один из малочисленных лезгинских народов. Исторически одна из этнографических групп лезгин, проживающих на северо-востоке Азербайджана. Вместе с крызами и хиналугцами известны под общим собирательным названием «шахдагские народы» («шахдагцы»).
Говорят на азербайджанском и будухском языках, при этом на последнем разговаривает лишь малая часть будухов. Будухский язык относится к южной группе лезгинской ветви нахско-дагестанских семьи языков.

## Этноним
В прошлом вместе с джекцами, гапутлинцами и другими были известны под общим именем «лезгин» (в дореволюционное время дагестаноязычных горцев обычно именовали «лезгинами»). 
Себя они называют будад и с ними связано название их селения — Будуг. Хиналугцы их называют будогуд.

## История
О происхождении будухов говорить довольно сложно. По существующей у них легенде, их предки прибыли на нынешние места обитания с территории современного Шеки-Закатальского региона. Российско-дагестанский филолог Г. X. Ибрагимов писал:
С учётом как языковых, так и историко-этнографических данных можно заключить, что цахуры-рутульцы и крызцы-будухцы в прошлом, представляли собою этническую общность («йихъийско-албанскую»), имели и общую территорию в Северном Азербайджане (левобережье Куры) и Юго-Западном Дагестане.

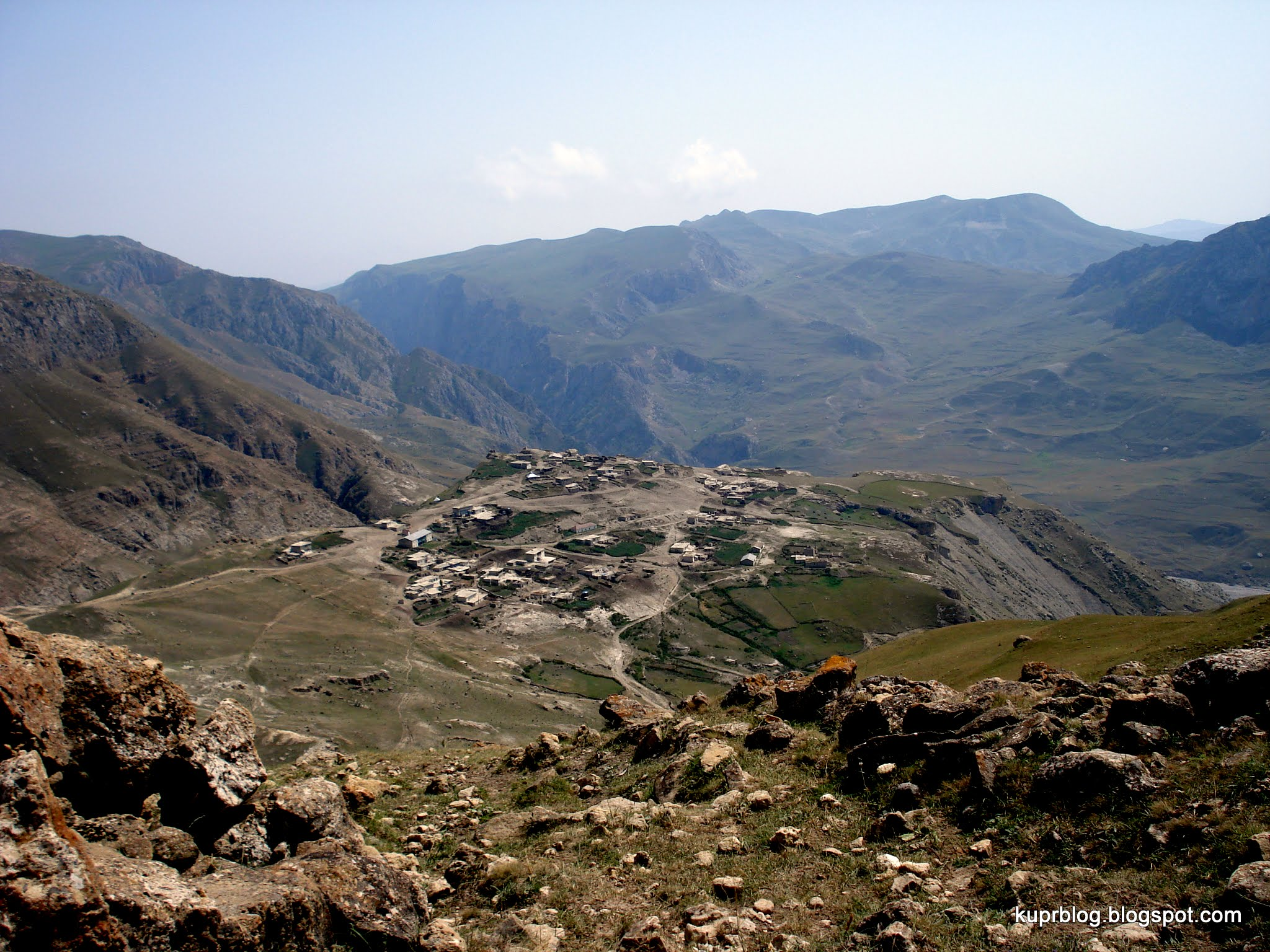
Главное селение будухов — Будуг, Кубинский район

И. А. Гюльденштедт, путешествовавший во второй половине XVIII века по Кавказу, объединял селения хиналугцев, будухов и крызов в одно название — Кришбудах, но ошибочно причислял их к терекеменским (то есть тюркским, азербайджанским) округам. Ещё в XIX веке будухи, наряду с крызами и хиналугцами, по культуре и быту были едины с азербайджанским народом, хотя существовали различия в деталях их культуры и быта.
Бакиханов писал, что во время войн с дагестанцами, «сам Надир во главе отряда двинулся на Будуг и Хиналуг» (Г. Алкадари говорит про магал Хиналик). Вместе с другими «шахдагцами» будухи входили в состав Шемахинского ханства. Будучи в Кубинском ханстве, они, как уточняет М. И. Ихилов, населяли её горную часть. В административном отношении это ханство делилось на магалы (округа), одним из которых был Будугский магал. Жители этого магала не участвовали в Кубинском восстании 1837 года и как говорил руководитель восстания Гаджи Мамед: «Один Будугский магал не имел от нас наиба, потому что из него в отряде нашем никто не находился». Причиной тому послужило сильное влияние, которым обладал крупный феодал Мамедхан-бек Алпанский, являвшийся в этом магале магальным наибом.
Во второй половине XIX века Будуг упоминается как казённая деревня, либо как селение на казённой земле. Дело в том, что на государственных крестьян Закавказья и Сибири не были распространены законы 1866 и 1886 годов, потому они по прежнему оставались держателями казённой земли. Энциклопедический словарь Брокгауза и Ефрона (1891) описывал будухов как особое племя, которые известны под общим именем «лезгин», а их язык похож на чеченский. В советское время в с. Будуг имелся колхоз Низами.

## Этнодемография

### Расселение
Будухи в основном проживают в горах на западе Губинского района, в таких сёлах как Будуг, Дели-Кая, Карагыз, Гунай-Будад и выселке Пир-Усти. Само село Будуг расположено на высоте 1725,6 м над уровнем моря и, окружённое со всех сторон горами, находится на расстоянии 7 км от ближайшего населённого пункта — села Сугуб. Они также населяют выселок Ялавандж, расположенный в приморской части Шабранского района. Кроме этого, будухи составляют большинство населения в селе Ергюдж, который находится на равнине, а также в селе Сухтакаб Хачмазского района.

### Численность

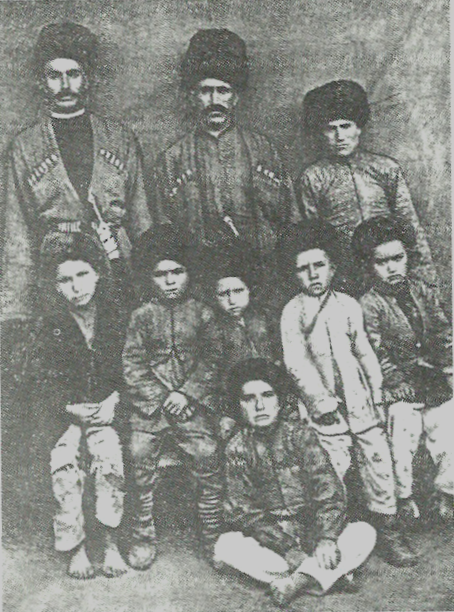
Жители аула Будуг, начало XX века

По данным списка населённых мест, составленном Кавказским статистическим комитетом (по сведениям с 1859 по 1864 год), в Бакинской губернии насчитывалось 3 420 будухов (0,72 % населения губернии) и все в Кубинском уезде (2,72 % населения уезда). По сведениям 1873 года в Бакинской губернии насчитывалось уже 3 633 будуха и также все в Кубинском уезде, где они составляли 2,49 % населения уезда. Российский этнограф XIX века Р. Эркерт в своё время указывал на 2 625 будухов. В Русской энциклопедии (1911) жители с. Будуг указаны как «лезгины», коих здесь на 1908 год 2 165 человек (в дореволюционное время дагестаноязычных горцев обычно именовали «лезгинами»). По сведениям на 1920 год будухов (будухев) насчитывалось 3 410 человек.
Перепись 1926 года зафиксировала в Азербайджане только 1 будуха (мужчину), а владеющих будухским языком — 1 995 человек. Во 2-м издании БСЭ о будухах (будугах) было сказано, что они «в наст. время... являются составной частью азербайджанцев», согласно 3-му изданию БСЭ будухи «консолидируются с азербайджанцами», а по АСЭ будухи «смешиваются с азербайджанцами». На начало XXI века российский лингвист, профессор Э. М. Шейхов, касаясь численности говорящих на будухском языке, отмечал, что в официальных документах большинство будухов называют себя азербайджанцами. То же самое упоминал советско-российский лингвист Б. Б. Талибов, говоря о том, что графу национальность в паспорте они записывают азербайджанец. В Большой Российской Энциклопедии сказано, что они ассимилируются азербайджанцами.
По одним из сведений (1933 год) население Будуга составляло 1611 человек, а на 1976 год — 527 человек. Полевые исследования, проведённые в 1998-2002 годах Международным летним Институтом лингвистики в сотрудничестве с АН Азербайджана, дали следующие данные о численности будухов по населённым пунктам: с. Будуг — 43 дома, с. Пирюстю — 17 домов, с. Каб-Казма — 10 домов, с. Дели-Кая — 119 человек, с. Багбанлы — 1348 человек. По оценке (2005) численность будухов — 5,4 тысячи человек.

## Общие сведения
Верующие будухи — мусульмане-сунниты ханафитского мазхаба.
В настоящий момент действует Будухский национальный культурный центр.

### Язык
По оценке (1994) 30-35 % этнических будухов (ок. 5 тыс. человек) разговаривают на будухском языке. Будухский язык относится к южной группе лезгинской ветви нахско-дагестанской семьи языков. Он очень близок к крызскому языку, вместе с которым образует отдельную группу языков. Название «шахдагские» языки (по горе Шахдаг, рядом с Хыналыгом) потеряло свой смысл после исключения из него хиналугского языка. В качестве названия для этой группы французский лингвист Жилем Отье предложил «бабадагские» языки, связанное с названием горы Бабадаг, которая расположена между крызами и будухами.
Первые сведения о будухском языке встречаются в 1895 году в работе Р. Эркерта. Свой язык будухи называют будад или  будану мез. Под влиянием соседних языков, особенного азербайджанского, в обиход стало входить название будух мез. Это одноаульный язык, не имеющий диалектов. При этом речь жителей с. Ергюдж представляет собой говор будухского языка, но с незначительными особенности в области фонетики, морфологии и лексики. Будухский язык состоит из 43 фонем (9 гласных и 34 согласных). Он насчитывает 19 падежей.
Помимо родного языка, почти все будухи хорошо знают азербайджанский язык. О владении этим языком сообщал ещё в XVIII веке путешественник И.-Г. Гербер: «Языки. Лезгинский язык; притом жители и турецкой, с татарским помешанной, разумеют и употребляют, а особливо Будух, Алык и Капут».